# Ескадрені міноносці типу S та T
Ескадрені міноносці типу S та T (англ. S and T-class destroyer) — клас військових кораблів з 16 ескадрених міноносців, які випускали британські суднобудівельні компанії з 1942 по 1943 роки. Ескадрені міноносці цього типу входили до складу Королівських військово-морських флотів Великої Британії, Королівських ВМС Нідерландів й Норвегії та брали активну участь у боях Другої світової війни.
Замовлялися за «Надзвичайною воєнною програмою» (англ. War Emergency Programme), починаючи з 1941 й стали, так званими, 5-ю та 6-ю Надзвичайними флотиліями британського флоту. Два кораблі, ще під час будівництва передали до складу ВМС Норвегії. З 16 одиниць два есмінці було втрачено — «Свіфт» і норвезький «Свеннер». У післявоєнний час три есмінці підтипу «S» передали ВМС Нідерландів. Усі 8 кораблів підтипу «T» в 1950-х роках перероблено на протичовнові фрегати типів 15 і 16, списані і продані на злам в 1960-і.

## Ескадрені міноносці типу S та T

### Королівський військово-морський флот Великої Британії

#### Ескадрені міноносці типу «S»
| Корабель   | Номер вимпелу | Виготовлювач                                        | Закладено        | Спущено           | У строю         | Статус |
| ---------- | ------------- | --------------------------------------------------- | ---------------- | ----------------- | --------------- | --- |
| «Саумарез» | G12           | Hawthorn Leslie and Company, Геббурн                | 8 вересня 1941   | 20 листопада 1942 | 1 липня 1943    | 22 жовтня 1946 року отримав сильні пошкодження у наслідок підриву на міні; 8 вересня 1950 року списаний та проданий на брухт |
| «Савідж»   | G20           | Hawthorn Leslie and Company, Геббурн                | 7 грудня 1941    | 29 вересня 1942   | 8 червня 1943   | 11 квітня 1962 року списаний на брухт |
| «Скорпіон» | G72           | Cammell Laird, Беркенгед                            | 19 червня 1941   | 26 серпня 1942    | 11 травня 1943  | у жовтні 1945 року переданий до складу ВМС Нідерландів та перейменований на «Кортенер» (HNLMS Kortenaar); служив до 1957, згодом перероблений на фрегат. Розібраний у 1962                                                                                                |
| «Скодж»    | G01           | Cammell Laird, Беркенгед                            | 26 червня 1941   | 8 грудня 1942     | 14 липня 1943   | 1 лютого 1946 року проданий ВМС Нідерландів та перейменований на «Евертсен» (HNLMS Evertsen (D802); служив до 1957, згодом перероблений на фрегат. Розібраний у 1963 |
| «Серапіс»  | G94           | Scotts Shipbuilding and Engineering Company, Грінок | 14 серпня 1941   | 25 березня 1943   | 23 грудня 1943  | 1 жовтня 1945 року проданий Королівським ВМС Нідерландів та перейменований на «Піт Гейн» (HNLMS Piet Hein); у 1962 розібраний на брухт |
| «Шарк»     | G03           | Scotts Shipbuilding and Engineering Company, Грінок | 5 листопада 1941 | 1 червня 1943     | 11 березня 1944 | переданий ВМС Норвегії та перейменований на «Свеннер» (HNoMS Svenner (G03) ще на стадії будівництва; 6 червня 1944 під час операції «Нептун» потоплений німецькими міноносцями «Фальке», «Мьове», «Ягуар» і T28 біля плацдарму «Сорд» під час висадки десанту в Нормандії |
| «Саксесс»  | G26           | J. Samuel White, Вайт                               | 25 лютого 1942   | 3 березня 1943    | 26 серпня 1943  | 1 лютого 1946 року переданий ВМС Норвегії та перейменований на «Сторд» (HNoMS Stord (G26)) ще на стадії будівництва; у 1959 виведений зі складу ВМС та розібраний на брухт                                                                                                |
| «Свіфт»    | G46           | Scotts Shipbuilding and Engineering Company, Грінок | 12 червня 1942   | 15 червня 1943    | 6 грудня 1943   | 24 червня 1944 року підірвався на міні та затонув під час операції «Оверлорд» поблизу плацдарму «Сорд» |

#### Ескадрені міноносці типу «T»
| Корабель    | Номер вимпелу | Виготовлювач                          | Закладено         | Спущено          | У строю         | Статус                                                                              |
| ----------- | ------------- | ------------------------------------- | ----------------- | ---------------- | --------------- | ----------------------------------------------------------------------------------- |
| «Тізе»      | R23           | Cammell Laird, Беркенгед              | 20 жовтня 1941    | 24 березня 1943  | 30 жовтня 1943  | у 1952 переобладнаний на протичовновий фрегат; 7 серпня 1965 року списаний на брухт |
| «Тінейшес»  | R45           | Cammell Laird, Беркенгед              | 3 грудня 1941     | 29 вересня 1942  | червень 1943    | у червні 1965 року списаний на брухт                                                |
| «Темагент»  | R89           | William Denny and Brothers, Дамбартон | 25 листопада 1941 | 22 березня 1943  | 18 жовтня 1943  | 5 листопада 1965 року списаний на брухт                                             |
| «Тепсікорі» | R33           | William Denny and Brothers, Дамбартон | 25 листопада 1941 | 17 червня 1943   | 20 січня 1944   | 5 листопада 1965 року списаний на брухт                                             |
| «Трубрідж»  | R00           | John Brown & Company, Клайдбанк       | 10 листопада 1941 | 23 вересня 1942  | 8 березня 1943  | 29 березня 1969 року виведений зі складу ВМФ, розібраний на брухт                   |
| «Тьюмалт»   | R11           | John Brown & Company, Клайдбанк       | 16 листопада 1941 | 9 листопада 1942 | 2 квітня 1943   | 25 жовтня 1965 року розібраний на брухт                                             |
| «Таскен»    | R56           | Swan Hunter, Волсенд                  | 6 вересня 1941    | 28 травня 1942   | 11 березня 1943 | 26 травня 1966 року розібраний на брухт                                             |
| «Тіріан»    | R67           | Swan Hunter, Волсенд                  | 15 жовтня 1941    | 27 липня 1942    | 8 квітня 1943   | 9 березня 1965 року розібраний на брухт                                             |